# Жіноча юніорська збірна Бельгії з хокею із шайбою
Жіноча юніорська збірна Бельгії з хокею із шайбою — національна жіноча юніорська команда Бельгії, що представляє країну на міжнародних змаганнях з хокею із шайбою. Функціонування команди забезпечується Королівською бельгійською федерацією хокею на льоду.
Дебютувала на юніорському чемпіонаті світу 2023 року, посівши у другому дивізіоні Групи В друге місце.

## Виступи на чемпіонатах світу
- 2023 — 2 місце (Дивізіон ІІВ)
- 2024 — 3 місце (Дивізіон ІІВ)
- 2025 — 3 місце (Дивізіон ІІВ)